# 100 de carabine
100 de carabine (titlul original: 100 Rifles) este un film western american, realizat în 1969 de regizorul Tom Gries după romanul The Californio al scriitorului Robert MacLeod. Protagoniștii filmului sunt Burt Reynolds, Jim Brown și Raquel Welch, iar muzica filmului este compusă de Jerry Goldsmith.

## Distribuție
- Jim Brown - Lyedecker
- Burt Reynolds - Yaqui Joe Herrera
- Raquel Welch - Sarita
- Fernando Lamas - generalul Verdugo
- Dan O'Herlihy - Steven Grimes
- Eric Braeden - lt. Franz Von Klemme (ca „Hans Gudegast”)
- Michael Forest - Humara
- Aldo Sambrell - Sgt. Paletes
- Soledad Miranda - fata din hotel
- Alberto Dalbés - părintele Francisco
- Charly Bravo - Lopez
- José Manuel Martín - tatăl lui Sarita
- Akim Tamiroff - General Romero (scene eliminate)
- Sancho Gracia - conducător mexican
- Lorenzo Lamas - copilul indian

## Producție
Filmul a fost turnat în Almeria, Spania.
Scenele cu Akim Tamiroff în rolul generalului Romero au fost eliminate după terminarea filmului.